# Тілсі
Тілсі (ест. Tilsi) — село в Естонії. Адміністративний центр волості Лахеда, повіту Пилвамаа.

## Галерея

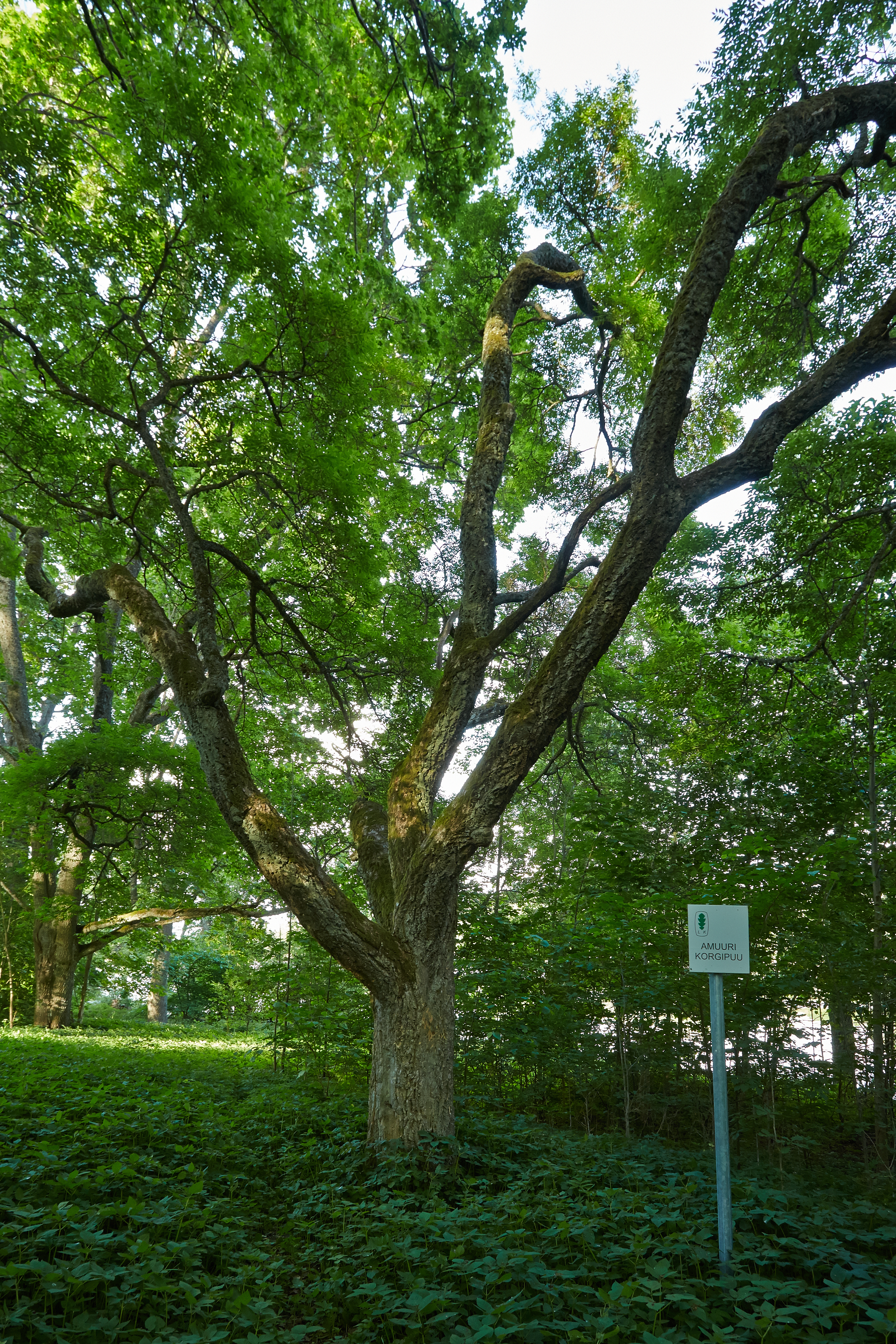
Парк